# Museo de las Mujeres de Estambul
El Museo de las Mujeres de Estambul ( en turco: İstanbul Kadın Müzesi ),  es un museo en línea dedicado a los 2600 años de historia de las mujeres en la ciudad de Estambul creado en 2012. 
Fue lanzado lanzado por la Women's Culture Foundation Istambul, una fundación impulsada por Gülümser Yıldırım  el 8 de marzo de 2011 con el objetivo de iniciar el proyecto de honrar la historia de las mujeres de la ciudad a lo largo de los años.  
Los textos están en turco, inglés, alemán e italiano.  
La exposición permanente del Museo presenta las biografías de mujeres que eligieron un estilo de vida diferente al que se esperaba en su época. Los textos breves que acompañan a las instalaciones en la exposición permanente ilustran la dinámica social, cultural, económica y política de cada vida.
En las páginas biográficas de casi treinta categorías de arte y cultura, incluyendo prensa, composición, danza, instalación, fotografía, caligrafía, escultura, caricatura, música, restauración de pintura, cerámica, cine, teatro, video, que constituyen la exposición permanente existe la oportunidad de escuchar piezas musicales en el contexto de la biografía, examinar obras de arte, ver documentales o películas, acceder a noticias de prensa o artículos científicos e investigar sobre biografías o visitar exposiciones organizadas en biografías.
El Museo de las Mujeres de Estambul tiene como objetivo encontrar un edificio que sea adecuado para el concepto que prevé. Mientras tanto organiza actividades internacionales en cooperación con las instituciones académicas en Estambul en el marco de hacer visibles las actividades de las mujeres que han logrado destacar en espacios habitualmente controlados por los hombres. 
Entre las mujeres destacadas se encuentran Semiha Es, la primera fotógrafa turca, la periodista sufragista Nuriye Ulviye Mevlan Civelek, Ana Comneno, princesa bizantina considerada una de las primeras mujeres historiadoras occidentales, Leyla Saz, compositora, escritora y poeta, Nigâr Hanım, las pintoras Mihri Müşfik o Hale Asaf.
El museo forma parte de la Asociación Internacional de Museos de las Mujeres (IAWM). 

## Galería

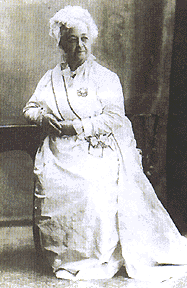
Leyla Saz
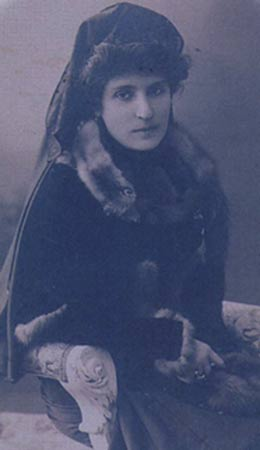
Nigâr Hanım
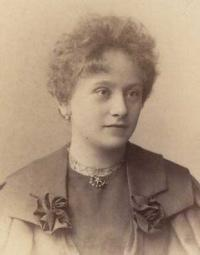
Mihri Müşfik
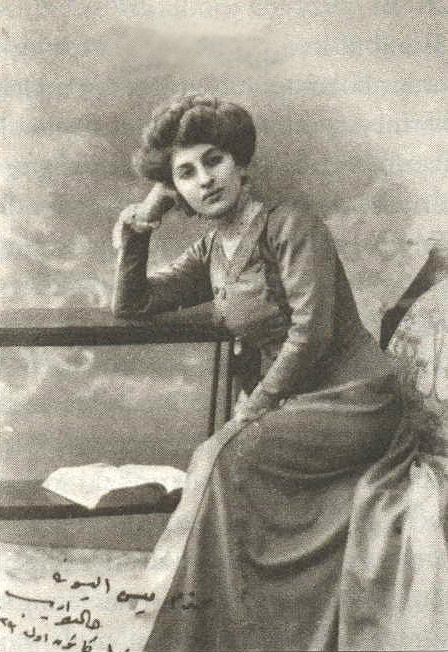
Halide Edip
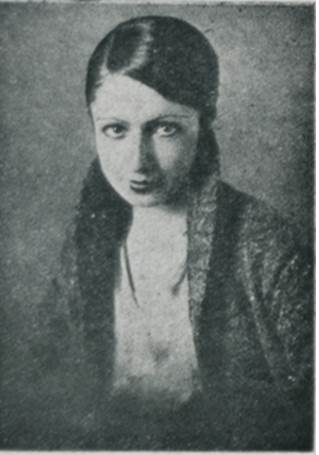
Hale Asaf

- Datos: Q20855697